# ميراث الهدمى والغرقى
ميراث الهدمى والغراقى في فقه المواريث هو أن يموت شخصان أو أكثر، ممن يكون بينهم توارث، بسبب حادث كانهدام بناء، أو حريق، أو غرق، أو نحو ذلك، ولا يعلم الحال فيمن مات قبل الآخر. والحكم في التوريث: أنهم يعدون كالأجانب الذين لا توارث بينهم، فلا يورث بعضهم من بعض؛ لعدم العلم بموت السابق.

## ميراث الهدمى والغرقى
إذا مات شخصان متوارثان أو أكثر في حادث حصل بسببه الموت كالغرق والحريق ونحوه، وتحقق موتهم معا، ولم يعلم من مات قبل الآخر؛ فلا توارث بينهما، أي: لا يرث بعضهم من بعض؛ لأن من شروط الإرث: "تحقق حياة الوارث بعد تحقق موت المورث"، وهذا الشرط مفقود أي: غير متوفر في هذه الحالة.

## شروط الإرث
1. تحقق موت المورث، فلا توارث بين شخصين حال حياتهما.
2. تحقق حياة الوارث بعد موت المورث.
3. العلم بالجهة المقتضية للإرث.

فمن شروط الإرث وتحديدا الشرط الأول والثاني، تحقق موت الشخص الموروث، وتحقق وجود حياة في الشخص الوارث، فلو مات المورث، وكان الوارث حيا بعد وفاته، ثم مات أي: الواث؛ فإنه يرث منه، حيث تحقق الشرط بتحقق حياة الوارث بعد موت المورث. فمثلا: مات المورث وترك مالا لم يقسم بين ورثته، ثم مات أحد الورثة قبل القسمة، فيرث من مال المورث، ثم يعود ما ورثه إلى ورثته، بطريقة التقسيم في باب المناسخة. وإذا مات الوارث والمورث؛ فإما أن يموتا معا، أو يموت أحدهما قبل الآخر، فإن ماتا معا؛ فلا توارث بينهما، ويرث الميت متأخرا ممن مات متقدما. وإذا مات شخصان أو أكثر في حادث؛ فيمكن أن يكون موتهم معا، أو يعلم موت السابق، أو يجهل الحال، وأحول ذلك هي:
1. أن يتحقق حصول وفاتهم معا في وقت واحد.
2. أن يجهل حال وفاة السابق، أي: لا يعلم الحال فيمن مات قبل الآخر.
3. أن يعلم موت السابق ثم يجهل.
4. أن يتحقق حصول وفاة البعض منهم قبل الآخر.

مثال: مات في حادث: رجل هو وثلاثة من أبنائه، ولم يعلم من مات منهم قبل الآخر فلا يرث الشخص من أبنائه الثلاثة، ولا يرثون منه ولا من بعضهم البعض، ومن ترك منهم مالا؛ فهو لورثته الأحياء. أما إذا تحقق موت البعض قبل الآخر، وتحقق في الآخر وجود حياة بعد موت السابق؛ فيرث اللاحق من السابق. فلو تحقق موت الشخص في الحادث، وأصيب معه أحد أبنائه في الحادث لكن هذا الابن بقي حيا ثم مات بعد ذلك؛ فيرث الابن في هذه الحالة؛ لتحقق حياته بعد تحقق موت أبيه.

## مثال
شخص له زوجة وأبنا، مات الشخص وخلف زوجته، وستة أبناء أحياء، وابن مات قبل أبيه، وابن مات هو وأبوه معا في حادث، وابن تحقق موت أبيه وهو ما زال حيا، ثم مات. تتكون المسألة من زوجة وأبناء، للزوجة فرض الثمن؛ لوجود الفرع الوارث، وللأبناء الباقي تعصيبا، أصل المسألة ثمانية، للزوجة الثمن وهو: (واحد) من ثمانية، وللأبناء الباقي. والأبناء الوارثون في هذه المسألة سبعة هم: الستة الأبناء الأحياء، والابن الذي مات بعد موت أبيه، ولا يرث الابن الذي مات قبل أبيه، ولا الابن الذي مات مع أبيه في وقت واحد، وهذه صورة المسألة.
| مسألة                | الحكم  | حل المسألة |
| -------------------- | ------ | ---------- |
| الأفراد              | --     | 8          |
| زوجة                 | الثمن  | 1          |
| ستة أبناء أحياء      | عصبة   | 6          |
| ابن مات بعد موت أبيه | عصبة   | 1          |
| ابن مات قبل موت أبيه | لا يرث | لا شيء     |
| ابن مات هو وأبوه معا | لا يرث | لا شيء     |

## ميراث المفقود
ميراث المفقود في فقه المواريث هو أن يكون في التوريث شخص مستحق للإرث، ولكنه مفقود، فإذا اختفى أو لم يكن موجودا بعد البحث عنه، وكان في مسألة التوريث ورثة آخرون مستحقون للإرث؛ فالأفضل تأجيل القسمة والانتظار إلى رجوعه، فإن طلب الورثة أو بعضهم القسمة؛ فلا يمنعون من القسمة، وهم أصحاب حق، ويقسم المال بين الورثة، ويعد المفقود واحدا منهم، ويقدر حياته أو موته..